# Kolta
Kolta este o comună slovacă, aflată în districtul Nové Zámky din regiunea Nitra, pe malul râului Paríž River⁠(d). Localitatea se află la altitudinea de 172 m deasupra n.m., se întinde pe o suprafață de 25,85 km2 și în 2017 număra 1.289 de locuitori.

## Istoric
Localitatea Kolta este atestată documentar din 1337.

## Demografie
| An:                | 1994 | 2004   | 2014   | 2024   |
| ------------------ | ---- | ------ | ------ | ------ |
| Număr de persoane: | 1482 | 1467   | 1330   | 1237   |
| Diferență:         |      | −1,01% | −9,33% | −6,99% |

| An:                | 2023 | 2024   |
| ------------------ | ---- | ------ |
| Număr de persoane: | 1236 | 1237   |
| Diferență:         |      | +0,08% |